# Leideni palack

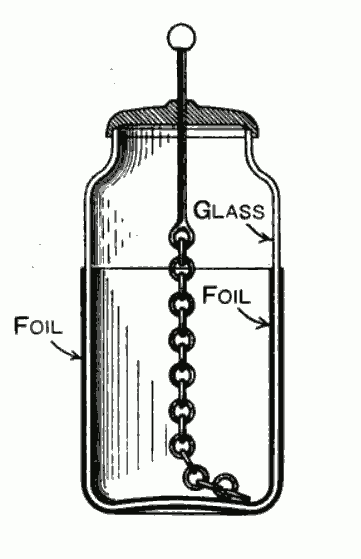
Leideni palack

A leideni palack elektromos töltések tárolására alkalmas üvegedény, amelynek külső és belső felülete kb. ¾ magasságig fémréteggel van bevonva. A fémfóliák a kondenzátor fegyverzetei, az üveg a dielektrikum.

## Történet

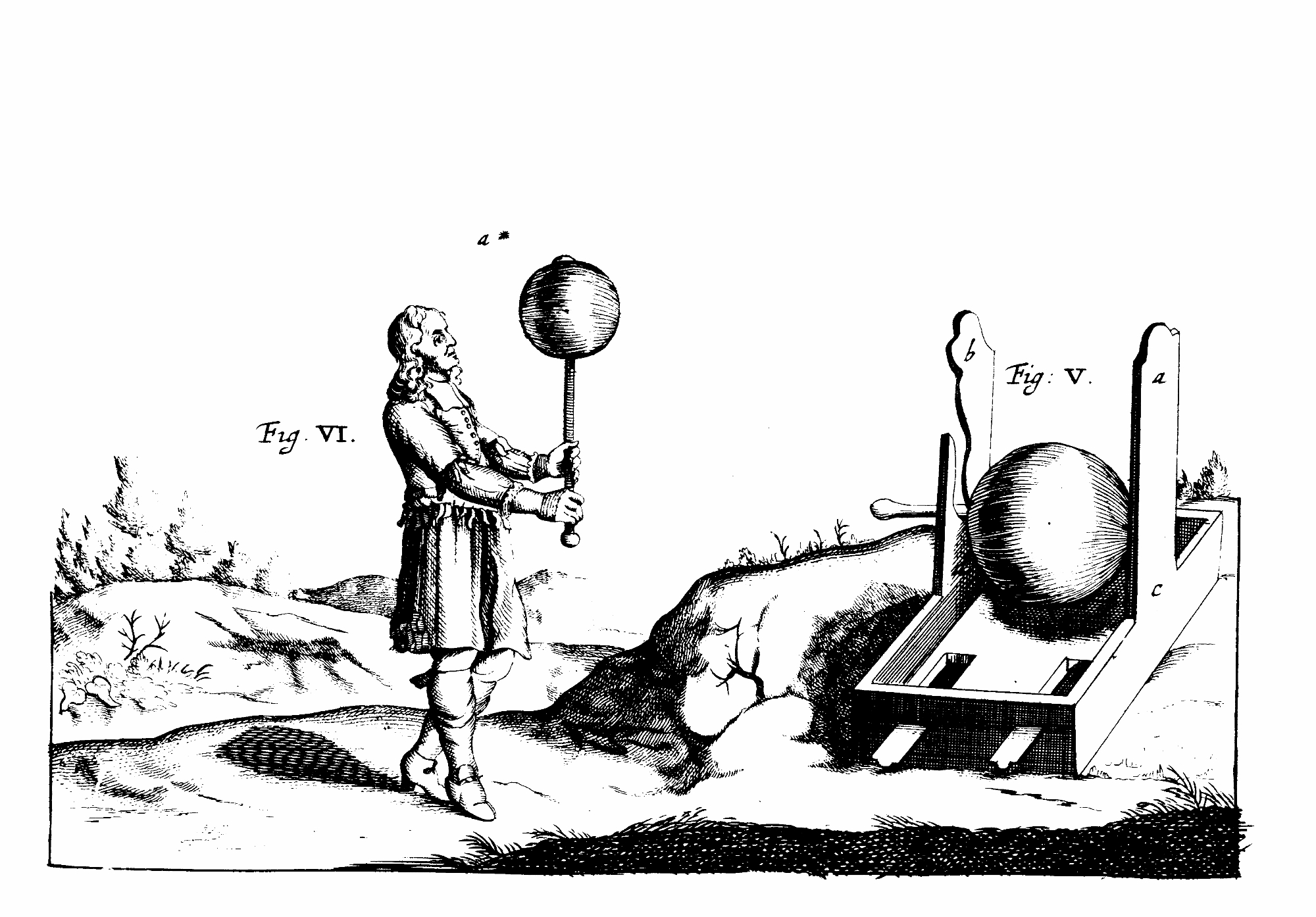
Guericke dörzselektromos gépe

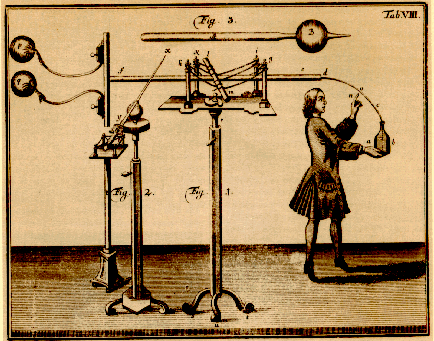
Musschenbroek kísérlete

Az első kéngömbbel működő, elektromos töltések szétválasztására képes berendezést Otto von Guericke készítette 1672-ben.  A kéngömböt üvegre cserélve a dörzselektromos gépet később a német Christian August Hausen, majd a svéd Martin von Planta fizikus is tökéletesítette, de az elektrosztatikai kísérletekhez nem csak a töltések megosztására, hanem tárolására is szükség volt.
Új lendületet adott a kísérletezéshez a leideni palack feltalálása. Ez Ewald Georg von Kleist (1700 – 1748), német fizikus, lelkész és Pieter van Musschenbroek (1692 – 1761) holland fizikus, matematikus nevéhez fűződik. Kleist 1745-ben, Musschenbroek 1746-ban (egymástól függetlenül) jutott a felfedezéshez.
Musschenbroek a véletlen felfedezésről René Antoine Ferchault de Réaumurnek küldött levélben számolt be. Réaumur a latin nyelvű levelet megmutatta Jean-Antoine Nollet-nek. Nollet ismertette a felfedezést a Francia Tudományos Akadémia folyóiratában.
A beszámoló szerint Musschenbroek egy üvegpalackba töltött vizet úgy töltött fel elektromossággal, hogy az üveg dugóján keresztül vezetett fémszálat dörzselektromos géppel kötötte össze. Miközben a palackot egyik kezével tartotta és a másikkal hozzáért a fémszálhoz, erős áramütést kapott.
A leideni palack feltalálása után egyre több tudós foglalkozott villamos jelenségekkel. Daniel Gralath (1708 – 1767) német fizikus például megismételte Kleist kísérletét, miközben több leideni palackot kötött sorba egymással, és ezzel létrehozta a “telep” kezdetleges formáját.
A “telep” szót Benjamin Franklin alkotta (eredetiben: battery). Később ezt a szót használták összekapcsolt elektromos, és elektromechanikus cellákra.

## Felépítés

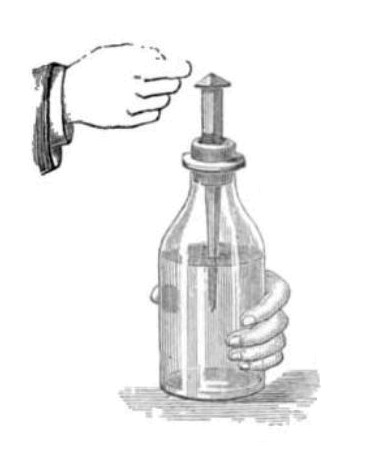
Korabeli leideni palack rajza

Az eredeti leideni palack egy részben vízzel teli palack volt, melyet parafa dugó zárt le. A parafa dugón keresztül fém vezeték lógott be a vízbe, ezen keresztül lehetett feltölteni a palack által képzett kondenzátort. A külső 'lemezt' a kísérletező keze alkotta. Hamar rájöttek, hogy ennél jobb megoldás, ha a palack külső felületét egy fém fóliával fedik be. A következő lépés az volt, hogy a víz kikerült a palackból, és a belső felületet egy vezető fóliával vonták be. Sokáig azt hitték, hogy a töltéseket a víz tárolja.
A korai kísérletek során megtapasztalták, hogy a vékonyabb dielektrikum (itt a palack üvege) esetén, és nagyobb felülettel, több töltést lehet tárolni azonos feszültség mellett.
Ha a belső és külső lemezt (a két fegyverzetet) összeérintették, akkor kisülési szikra keletkezett.
Amikor a palack hatása nélkül érintették össze a drótokat, kisebb szikra keletkezett.
Ez utalt arra, hogy a palackban töltések tárolódnak.
A tipikus leideni palack kapacitása közel 1 nanofarad volt.

## Maradék töltés
Ha a feltöltött leideni palackot kisütjük és várunk néhány percig, akkor a palack visszanyeri a korábbi töltés egy részét. Ezt újra kisütve, meg lehet ismételni ezt a folyamatot az eredeti feltöltés nagyságától függően 3- 5 ször. Ezt a jelenséget dielektromos abszorpciónak hívják.